# 할로윈 (2018년 영화)
《할로윈》(영어: Halloween, 2018)는 2018년 10월 개봉한 미국의 공포, 스릴러 영화이다.
 데이빗 고든 그린이 감독을 데이빗 고든 그린과 대니 맥브라이드와 제프 프레들리가 각본을 맡았다.
 부산국제영화제에선 2018년 10월 7일에 미국은 2018년 10월 19일에 대한민국은 2018년 10월 31일에 개봉되었다.

## 줄거리
2018년 할로윈은 1978년 동명의 영화의 직접적인 속편으로, 이전의 모든 속편들을 무시하고 40년 후의 이야기를 다룬다.  40년 전의 살인마 마이클 마이어스의 생존자 로리 스트로드는 트라우마에 시달리며 마이클과의 최종 대결을 준비한다.
40년 동안 정신병원에 수감되어 있던 마이클 마이어스는 이송 중 탈출한다.  로리는 딸 케런과 손녀 앨리슨과 함께 살고 있지만, 그녀는 여전히 마이클에 대한 두려움과 불안감을 떨치지 못한다.  마이클은 탈출 후 자신의 무덤을 찾은 팟캐스터들을 살해하고, 자신의 마스크를 되찾는다. 로리는 마이클의 탈출 소식을 듣고 딸에게 경고하려 하지만, 딸은 그녀의 걱정을 무시한다.
마이클은 로리의 손녀 앨리슨의 친구들을 살해하기 시작하고, 로리는 40년 만에 다시 마이클과 마주친다.  경찰은 로리 가족을 안전을 위해 그녀의 집으로 피신시키지만, 마이클의 정신과 의사였던 사타인이 마이클을 이용하려다 죽고, 마이클은 로리의 남편 레이를 살해한다.
결국 로리와 마이클은 로리의 집에서 다시 한번 맞붙게 된다. 로리는 마이클을 함정에 빠뜨리고 집과 함께 불태우지만, 마이클은 죽지 않고 살아있음을 암시하며 이야기가 끝난다.
영화 제작 과정에서, 원작 감독 존 카펜터는 리메이크에 대한 불만을 표하며 제작에 참여하여 원작의 분위기를 살리고자 노력했다. 제작진은 모든 속편 설정을 무시하고 1978년 영화의 바로 다음 이야기를 만들기로 결정했다. 제이미 리 커티스가 다시 로리 스트로드 역을 맡았고, 닉 캐슬은 마이클 마이어스 역할을 재현했으며, 새로운 배우 제임스 주드 커트니가 마이클 마이어스를 연기했다.

## 출연진
- 제이미 리 커티스 - 로리 스트로드 역
- 주디 그리어 - 캐런 역
- 제퍼슨 홀 - 마틴 역
- 마일즈 로빈스 - 데이브 역
- 버지니아 가드너 - 빅키 역
- 리안 리즈 - 다나 역
- 앤디 마티첵 - 앨리슨 역
- 윌 패튼 - 호킨스 역
- 토비 허스 - 레이 역
- 닉 캐슬 - 마이클 역